# Tazzari

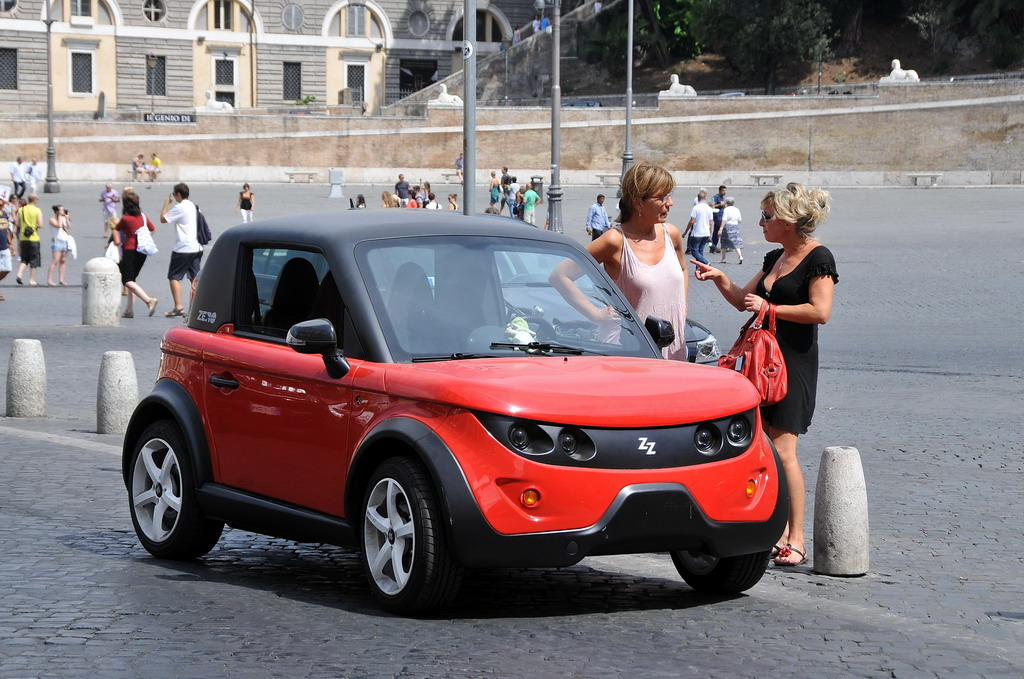
De Tazzari Zero

Tazzari GL is een Italiaans metaalverwerkend bedrijf, gevestigd in Imola. Het produceert machines en machineonderdelen. In 2007 begon het bedrijf met de ontwikkeling van elektrische auto's. Het eerste en tot nog toe enige model, de Tazzari Zero, werd voorgesteld op het autosalon van Bologna in december 2009. De Tazzari Zero is een kleine elektrische stadswagen met oplaadbare lithium-ion-accu's.